# Hallstahammar
Pour l’article homonyme, voir Hallstahammar (commune).
Hallstahammar est une localité de la commune de Hallstahammar, dont elle est le chef-lieu, dans le comté de Västmanland en Suède.
Sa population était de 9 886 habitants en 2019.